# Wydział Ogrodnictwa i Architektury Krajobrazu Uniwersytetu Przyrodniczego w Poznaniu
Wydział Ogrodnictwa i Architektury Krajobrazu (WOAK) – wydział Uniwersytetu Przyrodniczego w Poznaniu, utworzony w 1956 roku. 
Wydział Ogrodniczy w swoim rodowodzie powołuje się na istniejącą w latach 1870–1876 Wyższą Szkołę Rolniczą w Żabikowie pod Poznaniem, w której wykładano przedmiot Ogrodnictwo. W roku 1920 wraz z powstaniem Uniwersytetu Poznańskiego na Wydziale Rolniczo-Leśnym utworzono Katedrę Ogrodnictwa. Po II wojnie światowej Katedrę Ogrodnictwa Uniwersytetu Poznańskiego reaktywowano w roku 1946. Oddzielenie Wydziału Rolniczo-Leśnego od Uniwersytetu i powstanie Wyższej Szkoły Rolniczej z Oddziałem Ogrodnictwa nastąpiło w roku 1951. Wydział Ogrodniczy jako samodzielna jednostka został powołany 31 sierpnia 1956 roku. W roku 1972 uczelnię przemianowano na Akademię Rolniczą. Od roku 1996 nosiła ona imię Augusta Cieszkowskiego, a od 2008 roku Uniwersytetu Przyrodniczego w Poznaniu. Decyzją senatu UPP od dnia 1 lutego 2010 Wydział Ogrodniczy zmienił nazwę na Wydział Ogrodnictwa i Architektury Krajobrazu.
W skład Wydziału wchodzi 10 katedr dysponujących stacjami doświadczalnymi zlokalizowanymi w Poznaniu, Baranowie i Przybrodzie. 
Wydział posiada swoją własną Bibliotekę Wydziałową, w której skład wchodzą 459 879 tomów książek, 222 205 tomów wydawnictw ciągłych, 34 341 woluminów wydawnictw specjalnych. 
Na terenie RSGD Przybroda prowadzona jest kolekcja odmian winorośli a na terenie Wydziałowej Stacji Doświadczalnej Marcelin kolekcja odmian szparaga. Obie kolekcje utrzymywane są w ramach ustanowionego w latach 90. przez Ministerstwo Rolnictwa i Rozwoju Wsi „Programu ochrony zasobów genowych roślin użytkowych”, koordynowanego przez Instytut Hodowli i Aklimatyzacji Roślin. Ponadto Wydział prowadzi kolekcje zielnych roślin ozdobnych, roślin leczniczych i przyprawowych, drzew iglastych oraz odmian Ginkgo biloba i odmian Syringa sp. 

## Władze Wydziału
Dziekan: Prof UPP dr hab. inż. Piotr Urbański
Prodziekan ds. Nauki: dr hab. inż. Zbigniew Karolewski
Prodziekan ds. Studiów: Prof UPP dr hab. inż. Hanna Dorna
Prodziekan ds. Studiów: dr hab. Wojciech Antkowiak

## Katedry
W skład Wydziału wchodzą następujące katedry:
Katedra Botaniki
Katedra Dendrologii, Sadownictwa i Szkółkarstwa
Katedra Fitopatologii i Nasiennictwa
Katedra Fizjologii Roślin 
Katedra Żywienia Roślin 
Katedra Entomologii i Ochrony Środowiska
Katedra Roślin Ozdobnych 
Katedra Terenów Zieleni i Architektury Krajobrazu
Katedra Warzywnictwa 

## Kierunki kształcenia
Obecnie Wydział Ogrodnictwa i Architektury Krajobrazu oferuje studia na trzech kierunkach oraz studia podyplomowe. Są to studia dwustopniowe – pierwszego stopnia (inżynierskie) – 3,5 letnie, a drugiego stopnia (magisterskie) – 1,5 letnie. 
KierunekOgrodnictwo 

Studia stacjonarne i niestacjonarne I i II stopnia. 
Specjalności:
Ogrodnictwo Ogólne

Hodowla Roślin i Nasiennictwo

Kształtowanie Terenów Zieleni

Ochrona Roślin Ogrodniczych

Plant Breeding and Seed Education Anglojęzyczne studia stacjonarne II stopnia

KierunekArchitektura Krajobrazu 

Studia stacjonarne i niestacjonarne I i II stopnia.
Kierunek
Medycyna Roślin:
Studia stacjonarne i niestacjonarne I i II stopnia.
Kierunek
Hortiterapia: Studia podyplomowe.

## StudenckieKoła Naukowe
Koło Naukowe Ogrodników, założone w 1958 roku. Zajmuje się realizacją projektów badawczych, organizuje pokazy dla ogrodników, działkowców, organizuje krajowe i zagraniczne wyjazdy szkoleniowe, odwiedza i przyjmuje grupy studenckie z innych krajów. Od kilku lat w ramach koła działają sekcje w których studenci realizują się w wybranych dziedzinach ogrodnictwa:
Sekcja Informatyczna (2003)
Sekcja Florystyczna (2004)
Sekcja Architektury Krajobrazu (2005, od 2012 stanowi odrębne Koło Naukowe Architektów Krajobrazu)
Sekcja Nasiennicza (2006)
Sekcja Medycyny Roślin (2015)

Koło Naukowe Botaników, założone w 2000 roku. Zajmuje się badaniami z szeroko pojmowanej biologii roślin, zarówno w laboratoriach jak i pracami w terenie nad florą polską. Koło corocznie organizuje obozy naukowe, wykłady zaproszonych gości, warsztaty dla uczniów różnych szkół oraz podejmuje się realizacji różnych projektów naukowych. 
Koło Naukowe Architektów Krajobrazu, powstałe z Sekcji Architektury Krajobrazu Koła Naukowego Ogrodników w 2012 r. Celem koła jest poszerzanie wiedzy i zdobywanie praktycznych umiejętności z zakresu architektury krajobrazu oraz uczestniczenie w tworzeniu przyjaznej, pięknej i funkcjonalnej przestrzeni publicznej naszych miast i wsi.

## Zobacz też

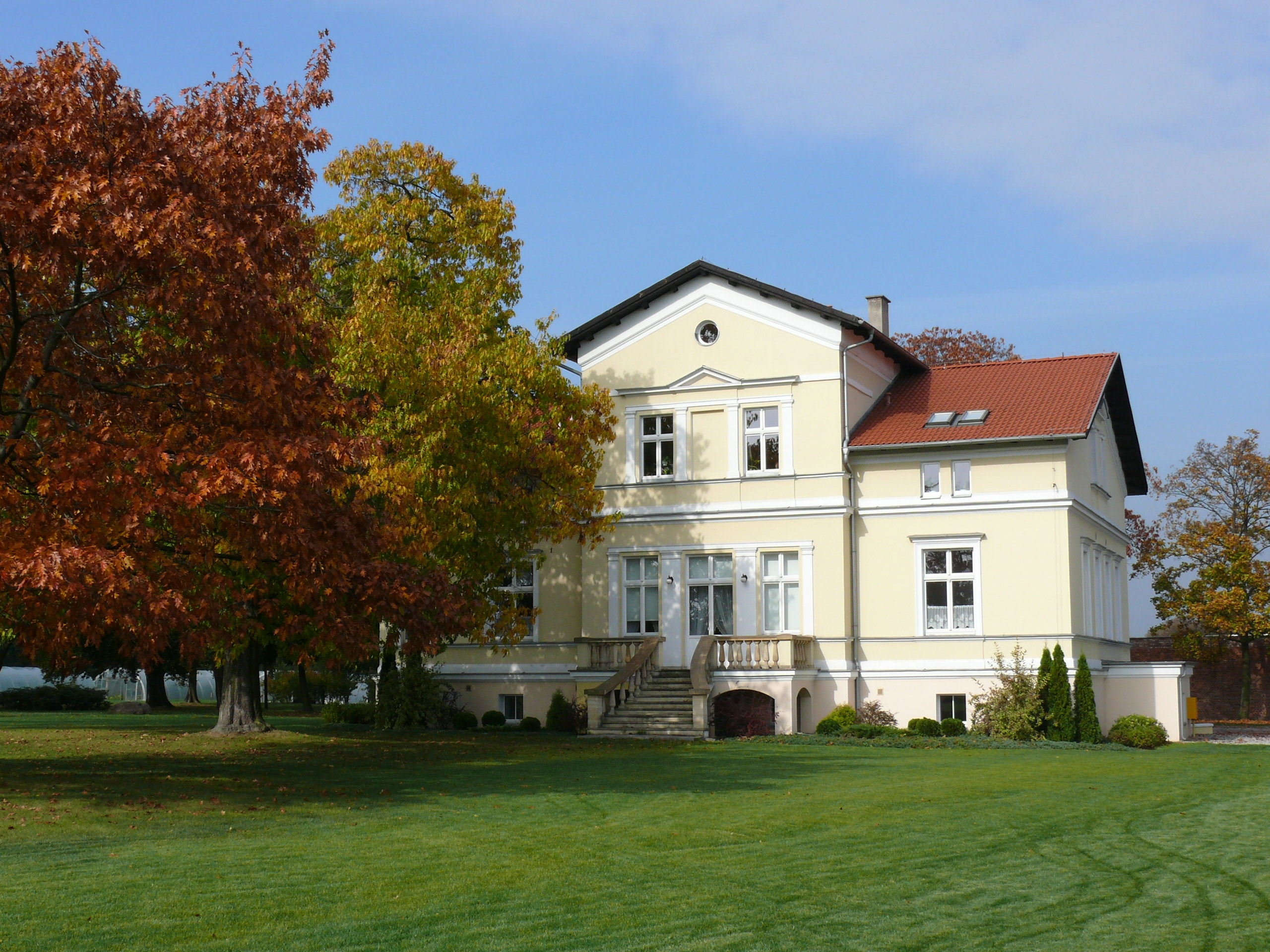
Pałacyk w Wydziałowej Stacji Doświadczalnej Marcelin
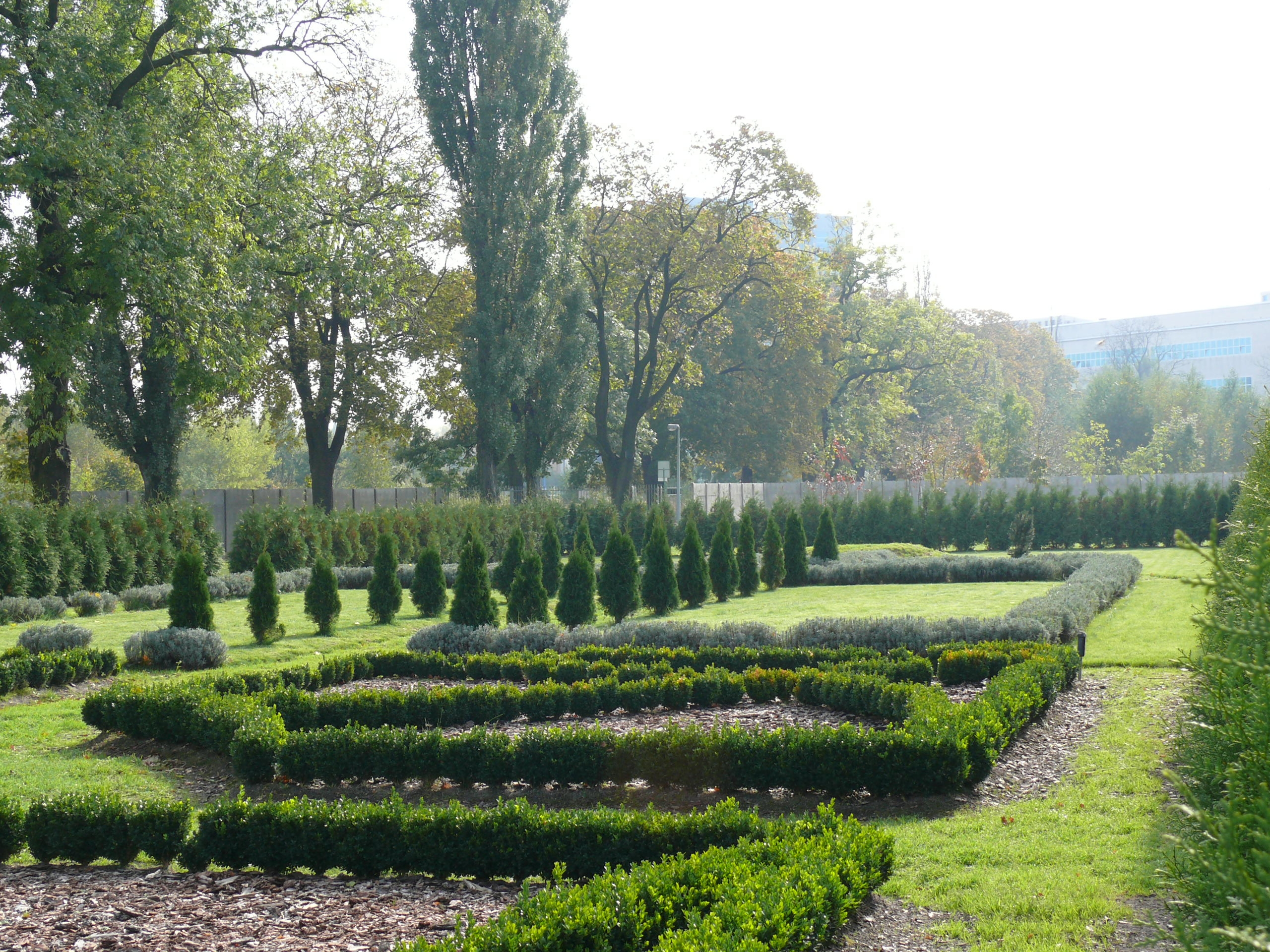
Fragment ogrodu francuskiego w Stacji Doświadczalnej
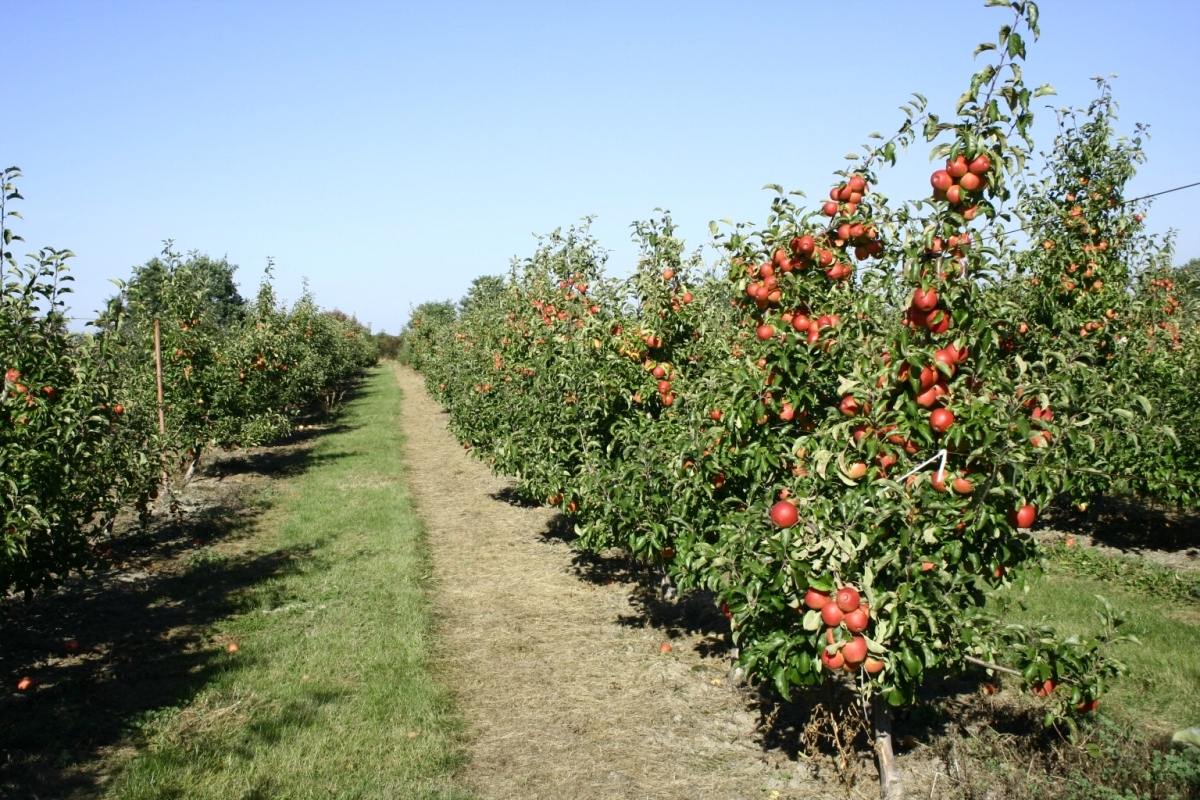
Owocujące jabłonie w stacji doświadczalnej w Przybrodzie
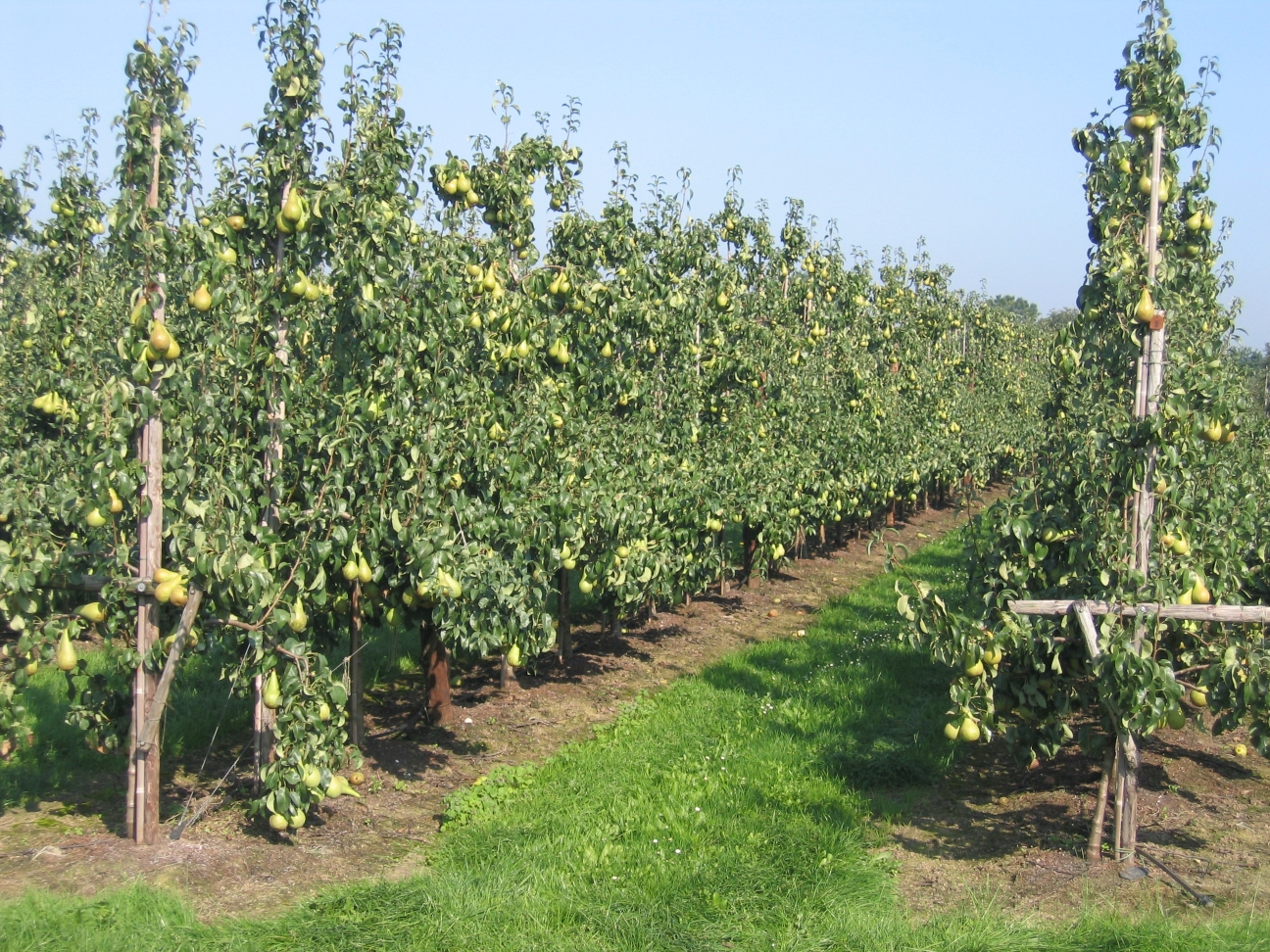
Owocujące grusze w stacji doświadczalnej w Przybrodzie
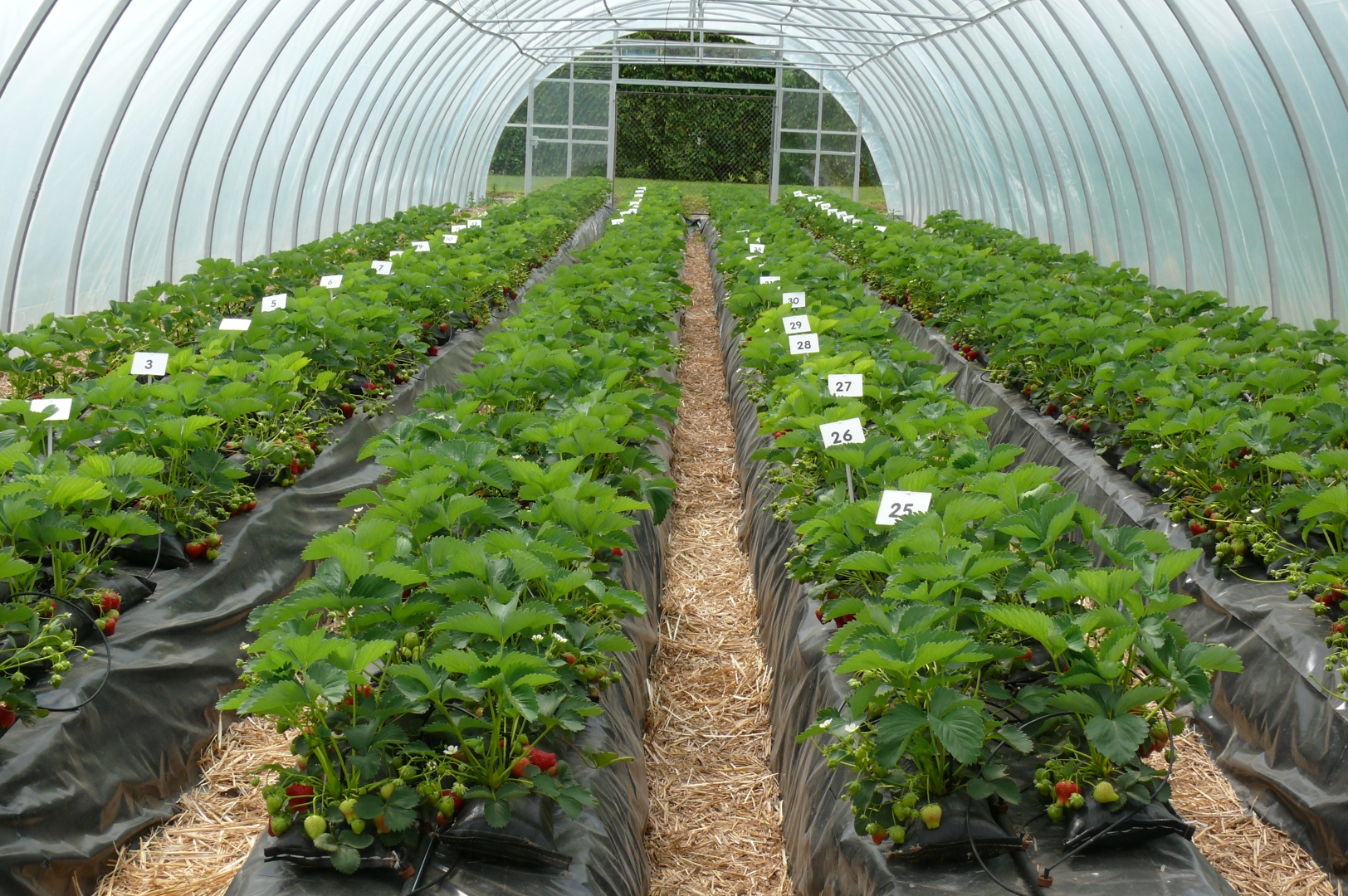
Sterowana uprawa truskawek
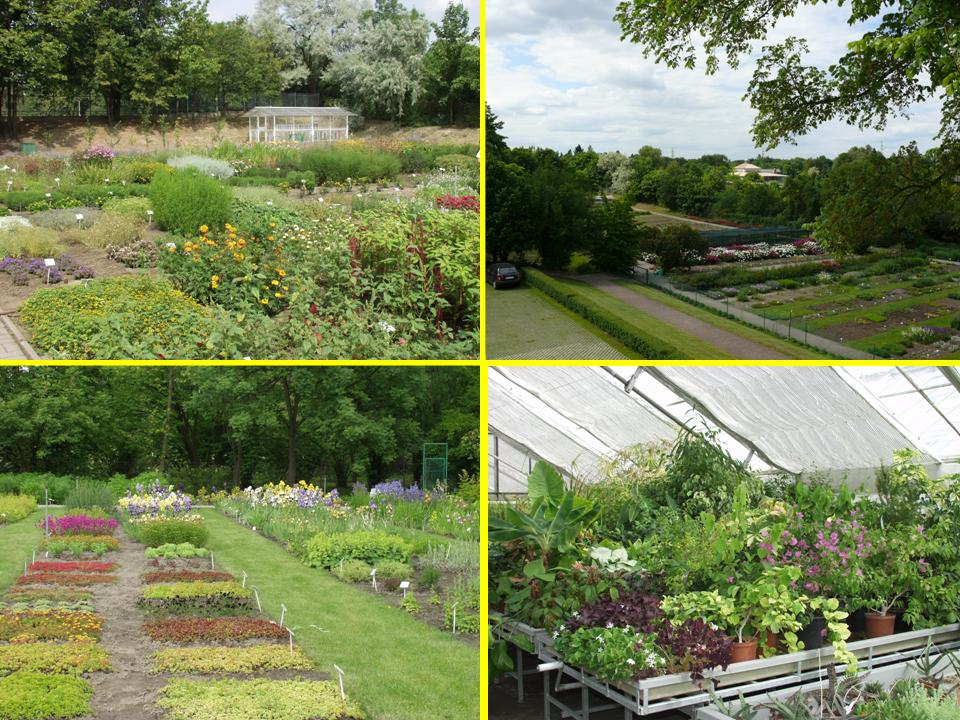
Poletka kolekcyjne Katedry Roślin Ozdobnych
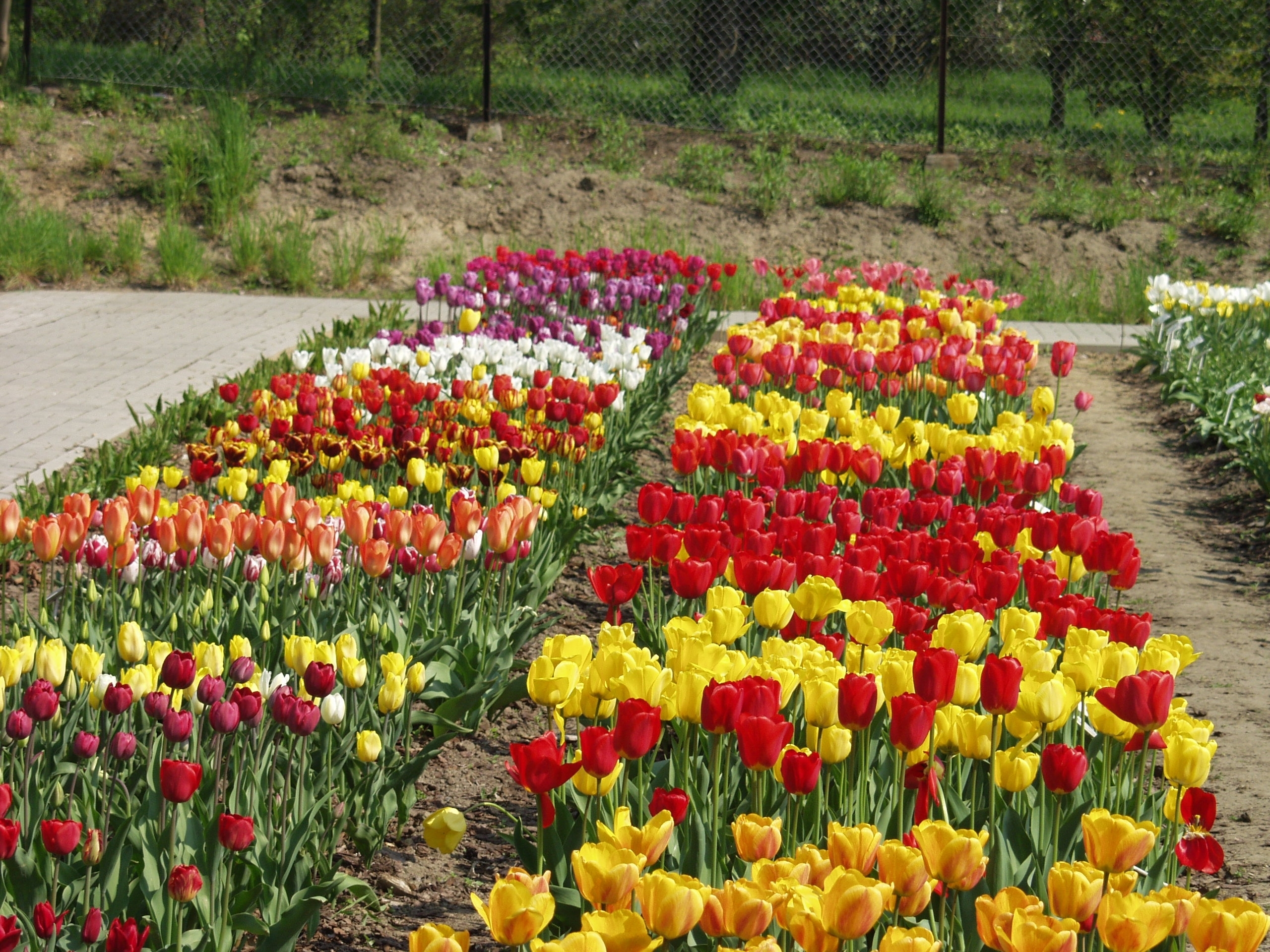
Fragment kolekcji tulipanów
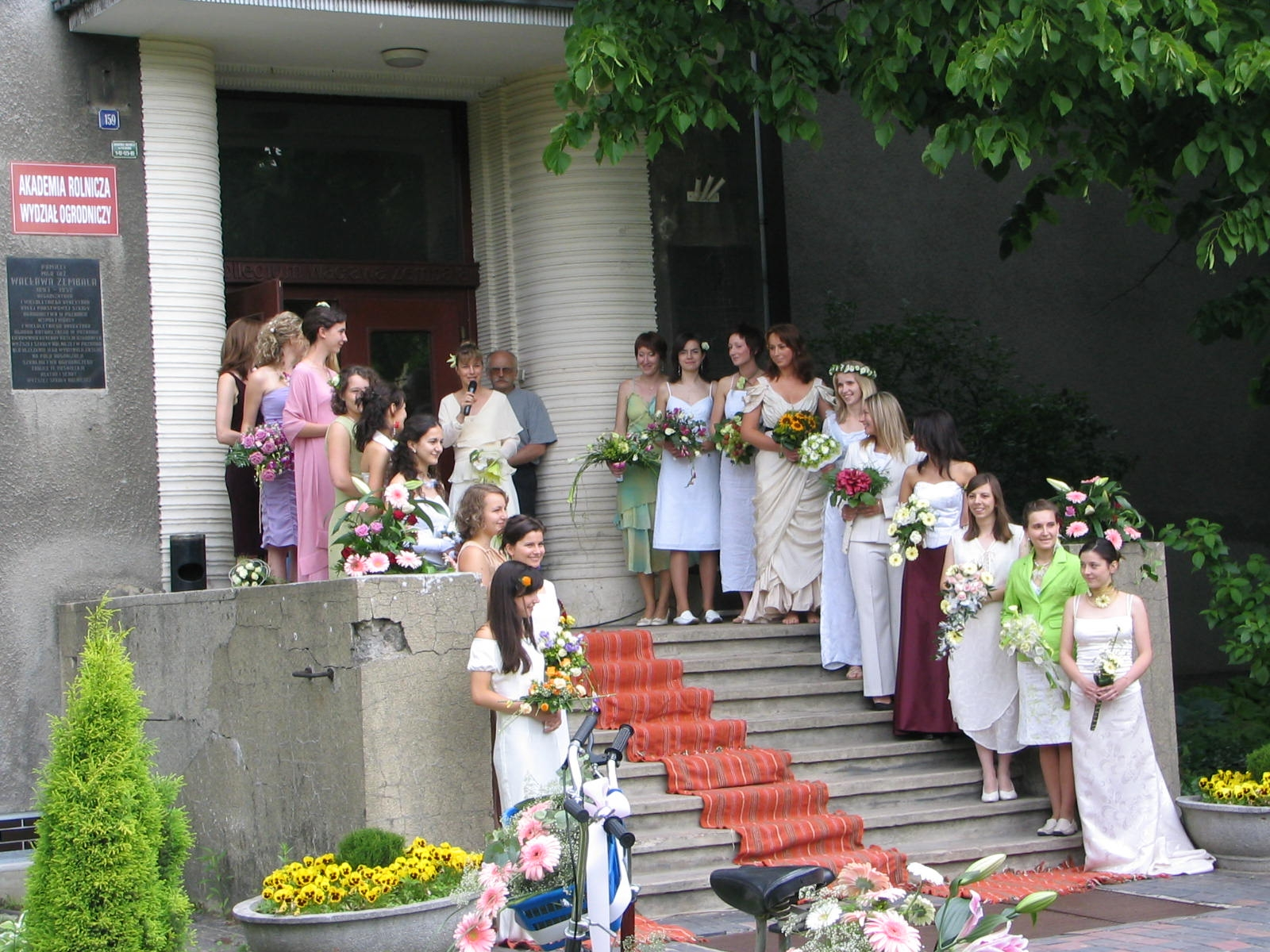
Pokaz bukietów ślubnych wykonanych przez studentów Sekcji Florystycznej
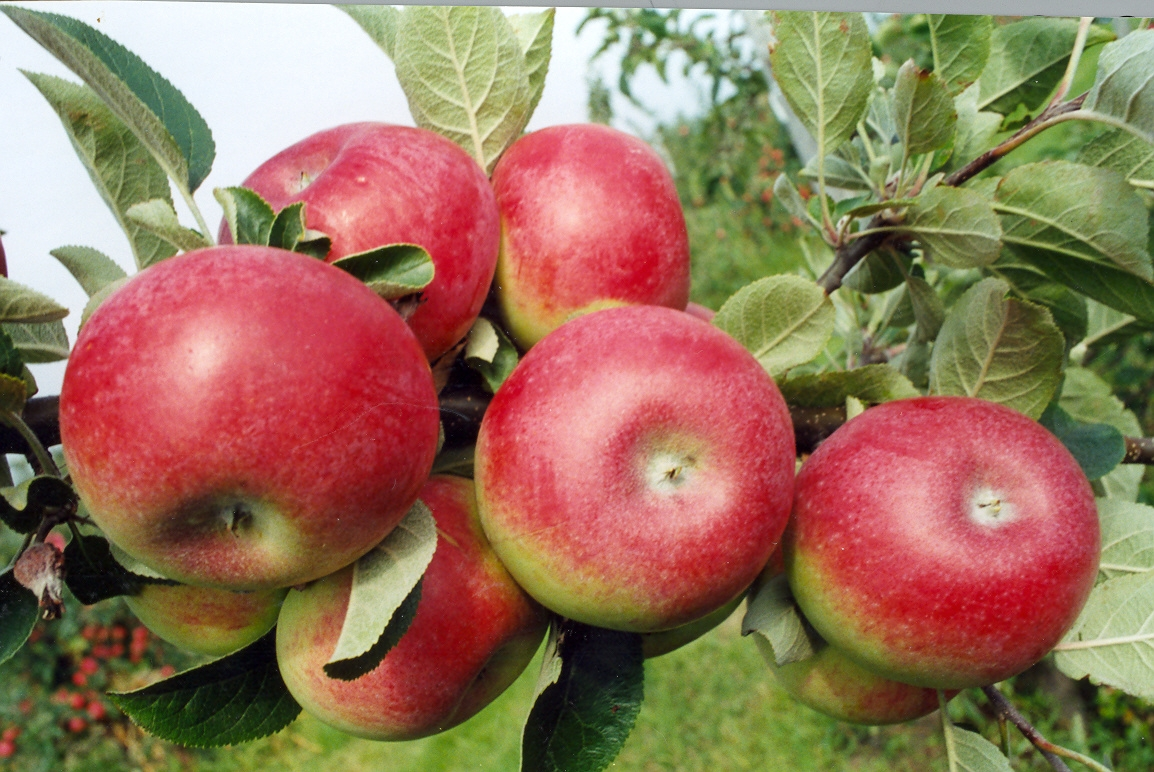
Odmiana jabłoni Delikates wyhodowana na Wydziale